# اریک مارتین (نوازنده)
اریک لی مارتین (انگلیسی: Eric Lee Martin؛ زادهٔ ۱۰ اکتبر ۱۹۶۰) خواننده و نوازنده اهل ایالات متحده آمریکا است. وی در دهه‌های ۱۹۸۰، ۱۹۹۰، و ۲۰۰۰ هم به عنوان هنرمند انفرادی و هم به عنوان عضو گروه‌های مختلف فعال بوده. او بیشتر به عنوان خواننده و رهبر گروه هارد راک مستر بیگ شناخته می‌شود.